# Мехадија (Караш-Северин)
Мехадија (рум. Mehadia) насеље је у Румунији у округу Караш-Северин у општини Мехадија. Oпштина се налази на надморској висини од 157 m.

## Историја
Мехадија варошица је била током 18-19. века на територији 13. банатске регименте. Аустријски царски ревизор Ерлер је 1774. године приметио да Мехадија има војни статус а припада Оршовском округу и дистрикту. Ту се налазе тада поштанска камбијатура, пешадијска касарна, царинарница, римокатолички манастир а становништво је претежно влашко. У њој су бројни стари сумпорни и гвожђевити термални извори, у оквиру бање Херкулане. "Херкулова купатила" су посвећена старогрчком полубогу јунаку Херкулу - Ираклију. То је прастаро римско купатило на месту старог "Ad Medias".

### Бања Херкулана
Историја Мехадије почиње од првог века после Христа. Римски император Трајан је 104. године н.е. начинио од покорене Дакије римску провинцију, и дао је да се граде градови, међу којима град где су термална купатила, којим даде име "Ad Aqus Herculi sacras". Код Грка а касније и Римљана је то био обичај, да се неком јунаку посвећују лековити извори. Том јунаку Херкулу (али и Ескулапу и Хигнеји) су грађени посвећени ту храмови. Након протеривања Римљана из Дакије 274. године, Мехадија је пропала. Обнова је уследила тек након протеривања Турака са тих простора, почетком 18. века. Фелдмаршал гроф Хамилтон је крену да обилази и унапређује освојену територију. Нашао је на реци Черни "развалине класичних старина" и обавестио цара. Цар Карло VI је наредио да се поново изграде "Херкулови извори", пре свега за народ. Тако је изграђено осим три куће за становање, три касарне, капела, једна кафана и на остацима римских зидова - Францово, Лудвигово и Херкулово купатило, а помоћу остатака камена и цигли и остала купатила. Хамилтон је нашао места порушених храмова посвећених Херкулу, Еускулапу и Хигнеји, и плоче од њих послао је у Беч за дворску библиотеку. Откопано је још седам Херкулових статуа, од којих су три сачуване и сад у Бечу. Сачувано је пет плоча у Лудвиговом купатилу, а три су узидане на путу ка Херкуловом купатилу. Нови рат са Турцима је уништио 1737. године Хамилтонов тргодишњи труд. Али Мехадија са бањом постала је предмет око које су се спориле две царевине. Турска би добила Мехадију са селима око Черне, али њена војска није успела у одухвату, да у року каналише Черну до Дунава. Током следеће 33 године обнављано је то лечилиште. Између 1772-1788. године сазидани су само топло и хладно купатило, као и гостионица. Када је избио Аустријско-турски рат 1787. године, аустријски генерал Клерфе је код Мехадије победио Турке, који су одступили заувек са тих простора. Почело је интензивније изграђивање бање, а када је цар Франц посетио 1817. године Мехадију, наредио је да се више не зове "Мехадијска" већ "Херкулова купатила". А откако је цар Фрања Јосиф био у Мехадији 1852. године уследио је њен велики процват. То је постало европско бањског место са интересантним "курсалоном" за разоноду. Ту су постављена четири монументална стуба која представљају статуе народности које највише посећују лечилиште. То су били: охоли Мађар, снажни Србин (са широким плећима), лукави Влах (Румун) и равнодушни Шваба. У курсалону су велика концертна сала са трибином за оркестар, кафана и гостионица, галерије а иза је мали по енглески уређен парк, са водоскоцима и базенима. Салони "Херкулес-бада" пуни су одабраног света. "Најбоља друштвена елита тамо се стиче, не толико ради лечења, колико ради прохађања и уживања".
Многи Срби ту најрадије долазе и зато што је релативно близу. Могло се лако стићи возом или паробродом низ Дунав. Бању су осим српских владара Карађарђа и Милоша, затим њихових потомака Обреновића и Карађорђевића и српских државника, политичара и високох официра, посећивали и Вук Караџић (још 1809. године када се први пут разболео), војвода Стеван Книћанин, Сава Текелија, Љубомир Ненадовић идр.
У месту је живело много Срба, од старих времена. Постојала је у Мехадији надомак бање Херкулане, православна црква и школа. Ту је од 1777. године било седиште проте Мехадијског, у саставу Вршачке епархије. Године 1824. ту су свештеници парохијски: два Румуна, протопрезвитер Христифор от Стојка и ђакон Димитриј Мажар, и један Србин, поп Николај Димитријевић. У том протопрезвирату је било 1904. године - 33 парохије и 9 филијала.
Био је 1839. године ту један пренумерант Павловићевог "Српског народног листа". Давидовићеву српску "Историју" набавили су 1846. године у Карансебешу читаоци из Мехадије: поп Стефан Лепедато парох, Симеон Поповић купец и месни учитељ Петар Јаношевић. Иако је 1858. године ту долазило много Срба на лечење и одмор нису били добродошли. Румуни су имали предност код смештаја, и добијали боље собе. У кафанама се од српске штампе могла читати само "Подунавка". Србин из Беча, лекар др Коста Десемировић је 1914. године рекламирао своју ординацију, која је у бањи била отворена измеђи 1. јуна и 1. септембра.

## Становништво
Према подацима из 2002. године у насељу је живело 4474 становника.

### Попис2002.
| Расподела становништва по националности 2002.‍ | Расподела становништва по националности 2002.‍ | Расподела становништва по националности 2002.‍ | Расподела становништва по националности 2002.‍ | Расподела становништва по националности 2002.‍ |
| --------------------------------------------- | --------------------------------------------- | --------------------------------------------- | --------------------------------------------- | --------------------------------------------- |
|                                               |                                               |                                               |                                               |                                               |
| Румуни                                        | Румуни                                        |                                               | 4.444                                         | 99,4%                                         |
| Мађари                                        | Мађари                                        |                                               | 11                                            | 0,2%                                          |
| Украјинци                                     | Украјинци                                     |                                               | 3                                             | 0,1%                                          |
| Немци                                         | Немци                                         |                                               | 13                                            | 0,3%                                          |

### Хронологија
| Година       | 1992 | 1993 | 1994 | 1995 | 1996 | 1997 | 1998 | 1999 | 2000 | 2001 | 2002 | 2003 | 2004 | 2005 | 2006 | 2007 | 2008 | 2009 | 2010 | 2011 | 2012 | 2013 | 2014 | 2015 | 2016 | 2017 |
| ------------ | ---- | ---- | ---- | ---- | ---- | ---- | ---- | ---- | ---- | ---- | ---- | ---- | ---- | ---- | ---- | ---- | ---- | ---- | ---- | ---- | ---- | ---- | ---- | ---- | ---- | ---- |
| Становништво | 4143 | 4146 | 4169 | 4162 | 4133 | 4115 | 4080 | 4051 | 4048 | 4066 | 4099 | 4097 | 4149 | 4167 | 4186 | 4207 | 4193 | 4172 | 4163 | 4173 | 4157 | 4159 | 4166 | 4147 | 4111 | 4069 |